# Паоло Мауренсиг
Паоло Мауренсиг (Горица, 26. март 1943 — Удине, 29. мај 2021) био је италијански писац најпознатији по роману Каноне инверсо, причи о једној виолини и њеним власницима.

## Биографија
Паоло Мауренсиг је свој први роман написао тек у педесетој години. Међутим убрзо је стекао светску славу поставши један од напознатијих савремених италијанских писаца. Пре списатељске каријере радио је разне послове, између осталог био је и рестауратор старих музичких инструмената. Велики је љубитељ шаха и музике. Мауренсиг свира виолу да гамбу, виолончело и блок флауту. По његовом другом роману Каноне инверсо снимљен је истоимени филм. 

## Дела
- Варијанта Линебург (1993)
- Каноне инверсо (1996)
- Сенка и сунчани сат (1998)
- Рањена венера (1998)
- Скерлетни човек (2001)
- Чувар снова (2003)
- Вуковлад - господар вукова (2006)
- Фламански љубавници (2008)
- Бура - Мистерија Ђорђоне (2009)
- Доба бесмртних (2010)
- Последњи пролаз (2012)
- Шаховски архангел - Животна тајна Пола Морфија (2013)
- Теорија сенки (2015)